# كوبا ليبرتادوريس 2022
كوبا ليبرتادوريس 2022 هي النسخة رقم 63 لبطولة كوبا ليبرتادوريس (يشار إليها أيضًا باسم كوبا كونميبول)، وهي بطولة كرة القدم الأولى للأندية في أمريكا الجنوبية التي تنظمها كونميبول.
في 14 مايو 2020، أعلن اتحاد أمريكا الجنوبية لكرة القدم عن الملاعب المرشحة لنهائيات منافسات الأندية 2021 و 2022 و 2023. في 13 مايو 2021، قرر مجلس الكونميبول أن المباراة النهائية ستقام على ملعب مونومينتال إيسيدرو روميرو كاربو في غواياكيل، الإكوادور في 29 أكتوبر 2022.
في 25 نوفمبر 2021، أعلن الكونميبول إلغاء قاعدة الأهداف خارج الأرض في جميع مسابقات الأندية بما في ذلك كأس ليبرتادوريس والتي استخدمت منذ عام 2005. وفقًا لذلك، إذا سجل فريقان نفس عدد الأهداف الإجمالية في مباراة الذهاب والإياب، فلن يحدد الفائز في التعادل من خلال عدد الأهداف التي سجلها كل فريق ولكن بركلات الترجيح.
بطل هذه النسخة هو فلامنغو البرازيلي بعد فوزه على مواطنه أتلتيكو باراناينسي في المباراة النهائية بنتيجة 1–0. بصفته الفائز بكوبا ليبرتادوريس 2022، حصل فلامنغو على حق اللعب ضد الفائز في بطولة كوبا سود أمريكانا 2022 في ريكوبا سود أمريكانا 2023، كما تأهل تلقائيًا إلى كل من كأس العالم للأندية 2022 وكوبا ليبرتادوريس 2023.
كان بالميراس حامل اللقب، لكن جرى إقصائه من قبل أتليتيكو باراناينسي في نصف النهائي.

## دور ال 16
| فريق 1             | مجموع          | فريق 2         | الجولة الأولى | الجولة الثانية |
| ------------------ | -------------- | -------------- | ------------- | -------------- |
| أتلتيكو باراناينسي | 3–2            | ليبرتاد        | 2–1           | 1–1            |
| ديبورتيس توليما    | 1–8            | فلامنغو        | 0–1           | 1–7            |
| فيليز سارسفيلد     | 1–0            | ريفر بلايت     | 1–0           | 0–0            |
| إيميلك             | 1–2            | أتلتيكو مينيرو | 1–1           | 0–1            |
| سيرو بورتينيو      | 0–8            | بالميراس       | 0–3           | 0–5            |
| تاليريس كوردوبا    | 3–1            | كولون          | 1–1           | 2–0            |
| كورينثيانز         | 0–0 (6–5 ض.ت.) | بوكا جونيورز   | 0–0           | 0–0            |
| فورتاليزا          | 1–4            | إستوديانتس     | 1–1           | 0–3            |